# Simó de Cirene
Simó de Cirene, més conegut com el Cireneu, va ser, segons els evangelis de Marc, Mateu i Lluc, la persona que va ajudar Jesús a portar la creu fins al Gòlgota, on a continuació seria crucificat. Es diu que "venia del camp", i en l'evangeli de Marc s'hi fa referència com a "pare d'Alexandre i de Ruf". No hi ha cap dada més sobre ell en el Nou Testament. No apareix en l'Evangeli segons Joan.
El fet que se l'anomeni el Cirineu o de Cirene fa pensar que era originari d'aquesta ciutat del nord d'Àfrica, a l'actual Líbia, o bé que hi havia fet una llarga estada. Segons la tradició, els seus fills, Alexandre i Ruf, es van fer cristians i es van dedicar a l'apostolat. El fet que se n'esmenti els noms suggereix que es podia tractar de persones rellevants en el cristianisme primitiu.
Ireneu (Ad. haer. 1, 24, 3-4) ens refereix que el gnòstic Basílides va escriure que no va ser el Crist qui va ser crucificat sinó Simó de Cirene, el Cireneu. Molts musulmans creuen, també, que Jesús va escapar de la crucifixió i que Simó de Cirene (o, per a altres, Judes Iscariot) va ser crucificat al seu lloc.